# Дрвена бојица
Дрвена бојица је оловка за писање и цртање чија је мина у боји, уместо стандардне оловно сиве која се обично налази на графитним оловкама. Као опна мине налази се лакирано дрво, за које се дрвена боја при употреби држи.

## Опште одлике
Посебност дрвене боје у односу на графитну оловку јесте та да се мине бојице праве од пигмената боје оловке, масти, воскова, везива, талка и каолина. Прецизније говорећи, њени делови су следећи: смеша воскова (обично парафин или карнауба код тврђих варијанти), везиво (целулоза или гума арабика), пуњење (креда, талк или каолин) и пигмент. После мешања појединачних компонената, мина се обликује, суши у ваздуху и обезбеђује опном од лакираног дрвета. Такав производ се категоризује и убацује у паковања.
За разлику од истих на графитним оловкама, мине бојица није могуће класификовати према тврдоћи (H, F, HB, B), већ су оне искључиво меке. Наравно, постоје разлике у тврдоћи између различитих произвођача, али су оне занемарљиве, те се не наглашавају. Посебне дрвене боје могу се користити и приликом израде акварела, а њихова мина прави се од обојене гуме арабике. Пре употребе, овакве бојице је потребно наквасити умакањем у воду.
Дрвене бојице немају рок трајања и могу се користити дуже време са минималним негативним разликама у односу на новонаправљене. Још једна њихова одлика јесте и масноћа, односно удео масти и воскова унутар мине. Ако примерак има изразито масну мину, у питању није обична дрвена бојица, већ пастел. Једна од разлика између пастела и дрвених бојица јесте и та што први у највећем броју случајева немају дрвени, већ танки папирни омотач, па и нису врста дрвених бојица.
При производњи дрвених бојица може се употребити и фтална киселина, којом се оловке облажу. Фталати, како се зову соли које она образује, могу имати негативне последице по особе, најчешће децу која из различитих разлога грицкају дрвену опну. Услед тога, фтална киселина је у Европској унији забрањена као пластификатор у дечјим играчкама. Ипак, према истраживању спроведеном у Немачкој поводом почетка школске 2008/09. године, фталати су се и даље могли наћи у бојицама.

## Употреба
Дрвене бојице најчешће се повезују са дечјом игром и школским активностима на часовима ликовне културе или приликом цртања на било ком другом месту. С те стране су погодне за употребу, јер не остављају никакве флеке, нису скупе нити тешке за руковање, а остварују задовољавајуће резултате. Међутим, оцењује се да их у савремено време за коришћење у ове сврхе одмењују фломастери, који су по већини параметара бољи. На пример, остављају пунију и људском мозгу примамљивију боју, али могу оставити и нежељене трагове на одећи и радном простору. Дечје дрвене боје се продају у картонским или пластичним паковањима, која обично имају рупу на предњој страни. Тако купац може унапред видети боје које жели да купи.
Друга употреба јесте она у графичкој уметности. Бојице користе уметници разних праваца, као што су цртачи, стрип-цртачи и аниматори. То произилази из чињенице да ове оловке могу имати различите пигменте, због чега пружају велики број могућности. Ипак, поједини брендови уметничких бојица умногоме су квалитетнији од оних намењених деци, па многоструко премашују и њихову цену.
У ликовној уметности, постоји цртачка техника цртања дрвеним бојицама. Бојење се у овом служају ради узастопним повлачењима паралелних линија једних поред друге (шрафура). Оваква техника на крају дозвољава и испољавање уметничких слобода тако што је могуће спојити линије различитих боја и на тај начин добити у потпуности нову нијансу. При овој техници се користи ограничени број боја. Пигменти дрвених боја су најпогоднији за наношење на папир и нису за тврде материјале.
Од других употреба, издвајају се оне утилитарне природе, односно искоришћавање у практичне сврхе. Тако се дрвеним бојицама унутар краћих или дужих текстова могу означавати битне ствари. Уз фломастере и маркере, ђаци, приликом учења, дрвеним бојицама (најчешће меким) могу обележити део лекције који је најбитнији за памћење, као што су кључне реченице, дефиниције или обрасци. Сем тога, модни дизајнери ову врсту оловака могу користити приликом скицирања одела у којима боја игра главну улогу. Финска уметница Јона Похјалајнен (фин. Jonna Pohjalainen) пролећа 2011. године је направила џиновске дрвене бојице тако што је врхове танких стабала дрвећа обликовала као зарезачем и обојила у жељене боје.

## Историја
Мало се зна о најранијој историји оловака у боји. Ипак, сигурно је да су се употребљаваје већ почетком деветнаестог века, јер се помињу у изворима из тог доба. Међутим, веома је вероватно да су први примерци направљени и коришћени још раније.
Информације о примерцима из двадесетог века много су доступније и јасније. Мало пре Првог светског рата, немачко предузеће Фабер продавало је оловке са обојеном мином, које је увозило из Сједињених Америчких Држава, у којима су патентиране 1902. Шест година по одобреном патенту, у Немачкој се почео продавати производ овог типа назван Полихромос (Polychromos), сет оловака од шездесет боја. Након рата, производња је обустављена због хиперинфлације, али је настављена 1924. Исте године се на тржиште са сличним производом укључио швајцарски Каран даш (Caran d'Ache), док је следеће у рад кренуо и Шван Штабило (Schwan Stabilo). Убрзо су се користили широм Европе, док је у свету био пастел.
Техника цртања дрвеним бојицама и даље није широко прихваћена и коришћена, иако постоје многа продузећа које дрвене боје производе и продају. Комерцијална паковања, која је могуће купити у већини књижара и продајних места са тим тематским одељком, могу имати и до 150 различитих боја и њихових нијанси, као код јапанског Холбајна (Holbein), али могу бити и доста скромнија, са само двадесет боја. Свеукупно, процењује се да се годишње произведе неколико милијарди дрвених бојица.